# Williams förlag
Williams förlag, svenskt bok- och serieförlag, ägt av multinationella Warner Bros.   som startade 1956 och var verksamt fram till 1975. 
Förlaget gav bland annat gav ut Illustrerade klassiker. 1960 började förlaget ge ut Svenska Mad efter den amerikanska förlagan. 1963 lanserades Rune Andréassons Pellefant i tidningen Sagoserien, den fick senare en egen tidning 1965. 
Williams köpte 1969 Pingvinförlaget, som främst utgav pocketböcker, så kallad kiosklitteratur.
När konkurrerande serieförlaget Centerförlaget köptes upp av Semic Press 1969 tog Williams över flera av Centerförlagets gamla titlar.  1975 köptes så även Williams upp av Semic, som då blev Sveriges i särklass största utgivare av serietidningar.